# Маркус Зигмунд фон Велшперг
Маркус Зигмунд фон Велшперг (на немски: Markus Siegmund Graf von Welsperg; † 1664) е граф от род Велшперг от Южен Тирол.

## Произход
Той е единствен син на фрайхер Якоб Ханибал фон Велшперг († 1620) и първата му съпруга графиня Беатриче ди Лодрон, сестра на Парис фон Лодрон (1586 – 1653), княз-архиепископ на Залцбург (1619 – 1653), дъщеря на граф Никола фон Лодрон (1549 – 1621) и леля му Доротея фон Велшперг (1559 – 1615), дъщеря на фрайхер Кристоф IV Зигмунд фон Велшперг-Лангенщайн-Примьор (1528 – 1580) и фрайин Ева Доротея Луция фон Фирмиан († 1585). Внук е на фрайхер Зигмунд IV Йохан фон Велшперг-Примьор (1552 – 1613) и графиня Клара фон Хоенемс (1571 – 1604). Праправнук е на фрайхер Кристоф IV Зигмунд фон Велшперг-Лангенщайн-Примьор (1528 – 1580) и фрайин Ева Доротея Луция фон Фирмиан († 1585).
Майка му Беатриче ди Лодрон се омъжва втори през 1624 г. за граф Франц фон Шпаур (1598 – 1652).
Фамилията фон Велшперг имигрира от Етрурия в Реция и остава вероятно в Тирол и построява ок. 1167 г. замък Велшперг. През 1593 г. родът фон Велшперг е издигнат на имперски граф.

## Фамилия
Маркус Зигмунд фон Велшперг се жени 1644 г. за Йохана Хелена фон Волкенщайн, дъщеря на граф Йохан фон Волкенщайн-Роденег (1585 – 1649) и първата му съпруга графиня Бенигна Елизабет Коловрат (1582 – 1636). Те имат двама сина:
- Георг Бонавентура фон Велшперг († 1690), граф, женен за графиня Катарина Еуфемия Арц фон Вазег; имат син
- Йохан Зигмунд фон Велшперг († 1689), фрайхер, женен за графиня Фелицитас фон Велшперг, дъщеря на фрайхер Кристоф Зигизмунд фон Велшперг-Примьор (1625 – 1675) и Мария Анна Катарина фон Райтенау († 1658)